# NEE-01 Pegaso
Il NEE-01 Pegaso è il primo satellite ecuadoriano. È un nanosatellite provvisto di una webcam in grado di trasmettere video in tempo reale dallo spazio. È stato costruito in Ecuador nel 2011 dalla ONG Agenzia spaziale civile ecuadoriana (EXA).
Si trova in un'orbita terrestre bassa (LEO) dal 25 aprile del 2013, quando è stato lanciato con un vettore cinese Lunga Marcia 2D dal Cosmodromo di Jiuquan, in Cina, assieme ad altri satelliti: il cinese Gaofen-1, il turco Turksat-3USAT e l'argentino CubeBug-1. Il Pegaso resterà in orbita per almeno un anno. L'EXA e alcune imprese private hanno investito 80.000 dollari statunitensi nel progetto, mentre lo Stato dell'Ecuador ha speso 700.000 dollari per le prove e il lancio. Anche se il nanosatellite era in origine un progetto privato, i media governativi dell'Ecuador hanno dato ampia copertura al lancio.